# Maurits Coppieters
Maurits Coppieters   (Sint-Niklaas, 14 de maig de 1920 - Deinze, 11 de novembre de 2005) va ser un polític flamenc. Va estudiar història i més tard es va convertir en doctor en dret i va obtenir un Màster en estudis d’Europa de l’Est a la Universitat Estatal de Gant.
Va ser una de les persones que van restablir el Vlaamse Volksbeweging («Moviment Popular Flamenc»), i va ser-ne el president des de a 1957-1963.
La carrera política de Coppieters va començar quan es va convertir en membre dels partit flamenc Volksunie (VU), que es va formar el 1954. Coppieters va ser regidor entre 1964 i 1983. També va ser elegit membre del Parlament belga (1965-1971) i del Senat (1971-1979).
Al mateix temps, Coppieters es va convertir en president de la recentment creada ‘Cultuurraad voor de Nederlandstalige Cultuurgemeenschap’ (Consell Cultural de la Comunitat de parla Neerlandesat), precursora del Parlament Flamenc.
El 1979, Coppieters va ser elegit eurodiputat durant les primeres eleccions directes al Parlament Europeu.
Com a regionalista, va passar a formar part del Group for Technical Coordination and Defence of Independent Groupings and Members in the European Parliament (TCDI). Entre altres coses, va adquiri notorietat quan va defensar el causa del poble cors.
Coppieters també va tenir un paper pioner en la formació de l'Aliança Lliure Europea, de la qual esdevingué President Honorari. Hi va continuar jugant un paper fins i tot després d'acomiadar-de a la política activa el 1981. El 1996, Coppieters va unir forces amb el president de la Parlament flamenc, Norbert De Batselier, per promoure ‘Het Sienjaal’, un projecte amb un visió per aconseguir una reactivació política més enllà de les fronteres del partit Volksunie.